# Clerke Rocks
Clerke Rocks est un groupe d'îlots dans la mer de Scotia, situés à 74 kilomètres au sud-est de la Géorgie du Sud. Ces îlots sont réclamés par la Grande-Bretagne comme partie de son territoire d'outre-mer de la Géorgie du Sud-et-les Îles Sandwich du Sud, et également par l'Argentine comme partie de la province de Terre de Feu, Antarctique et Îles de l'Atlantique Sud. Clerke Rocks est composé d'environ 15 îlots en granite, dont The Office Boys (Los Mandaderos en espagnol) et Nobby (Islote Llamativo ou Roca Notable en espagnol). Clerke Rocks est rattaché au groupe de Géorgie du Sud qui comprend l'île principale et 12 îlots ou groupes d'îlots.
Ces îlots ont été découverts en 1775 par James Cook lors de son deuxième voyage. Ils ont été nommés en l’honneur de Charles Clerke, officier sur le HMS Resolution, qui a été le premier à les apercevoir.